# Kozaruša
Kozaruša (en serbio: Козаруша) es una localidad de la municipalidad de Prijedor, Republika Srpska, Bosnia y Herzegovina.
Incluye administrativamente a la aldea de Gornji Garevci y Jaruge.

## Población
| Composición de la Población - Localidad de Kozaruša | Composición de la Población - Localidad de Kozaruša | Composición de la Población - Localidad de Kozaruša | Composición de la Población - Localidad de Kozaruša | Composición de la Población - Localidad de Kozaruša | Composición de la Población - Localidad de Kozaruša |
| --------------------------------------------------- | --------------------------------------------------- | --------------------------------------------------- | --------------------------------------------------- | --------------------------------------------------- | --------------------------------------------------- |
|                                                     | 2013                                                | 1991                                                | 1981                                                | 1971                                                | 1961                                                |
| Total                                               | 3004                                                | 3376 (100,0%)                                       | 2994 (100,0%)                                       | 2536 (100,0%)                                       | 2239 (100,0%)                                       |
| Varones                                             | 1472                                                | -                                                   | -                                                   | -                                                   | -                                                   |
| Mujeres                                             | 1532                                                | -                                                   | -                                                   | -                                                   | -                                                   |
| Bosniacos                                           | 2182                                                | 2853 (84,51%)                                       | 2589 (86,47%)                                       | 2330 (91,88%)                                       | 1391 (62,13%)                                       |
| Serbios                                             | 721                                                 | 264 (7,820%)                                        | 89 (2,973%)                                         | 77 (3,036%)                                         | 177 (7,905%)                                        |
| Croatas                                             | 16                                                  | 20 (0,592%)                                         | 26 (0,868%)                                         | 15 (0,591%)                                         | 66 (2,948%)                                         |
| Bosnios                                             | 2                                                   | -                                                   | -                                                   | -                                                   | -                                                   |
| Gitanos                                             | 8                                                   | -                                                   | 30 (1,002%)                                         | 6 (0,237%)                                          | -                                                   |
| Musulmanes                                          | 1                                                   | -                                                   | -                                                   | -                                                   | -                                                   |
| Albaneses                                           | 1                                                   | -                                                   | 2 (0,067%)                                          | 5 (0,197%)                                          | 3 (0,134%)                                          |
| Yugoslavos                                          | -                                                   | 63 (1,866%)                                         | 173 (5,778%)                                        | 10 (0,394%)                                         | 534 (23,85%)                                        |
| Ukranianos                                          | 20                                                  | -                                                   | -                                                   | -                                                   | -                                                   |
| Montenegrinos                                       | -                                                   | -                                                   | -                                                   | -                                                   | -                                                   |
| Eslovenos                                           | 1                                                   |                                                     |                                                     |                                                     | 1 (0,045%)                                          |
| Ortodoxos                                           | 13                                                  | -                                                   | -                                                   | -                                                   | -                                                   |
| Macedonios                                          | 1                                                   | -                                                   | -                                                   | -                                                   | 1 (0,045%)                                          |
| Húngaros                                            | -                                                   | -                                                   | -                                                   | -                                                   | -                                                   |
| Otros                                               | 13                                                  | 176 (5,213%)                                        | 85 (2,839%)                                         | 93 (3,667%)                                         | 66 (2,948%)                                         |
| Sin declarar                                        | 12                                                  | -                                                   | -                                                   | -                                                   | -                                                   |
| Desconocidos                                        | 13                                                  | -                                                   | -                                                   | -                                                   | -                                                   |

## Destrucción durante Guerra de Bosnia
Según el Tribunal Penal Internacional para la ex Yugoslavia durante el juicio que declaró culpable a Ratko Mladić del crimen de genocidio entre otros, consideró probado que a mediados de 1992, las aldeas bosnio-musulmanas de Bišćani, Kozaruša, Kamičani, Kevljani, Rakovčani, Čarakovo y Rizvanovići en el municipio de Prijedor fueron destruidas por las fuerzas serbobosnias. Las casas fueron incendiadas y saqueadas. El Ejército de la Republika Srpska (VRS) cargaron sus camiones con mercancías que no les pertenecían. La aldea de Kozaruša fue destruida y solo quedaron intactas casas serbias, en su mayor parte. En mayo de 1992, al menos 50 casas a lo largo de la ruta Hambarine-Prijedor fueron dañadas o destruidas por las fuerzas armadas serbias durante el ataque. 
Alrededor del 24 de mayo de 1992, la mezquita Kozaruša fue incendiada. Combatientes serbios, vestidos con uniformes JNA, bombardearon la mezquita y las casas musulmanas de Kozaruša durante 24 horas, incendiando la mezquita y volando su minarete y solo las paredes exteriores del mekteb en Kozaruša permanecieron en pie al final de la guerra.